# Kanianka macierzankowa

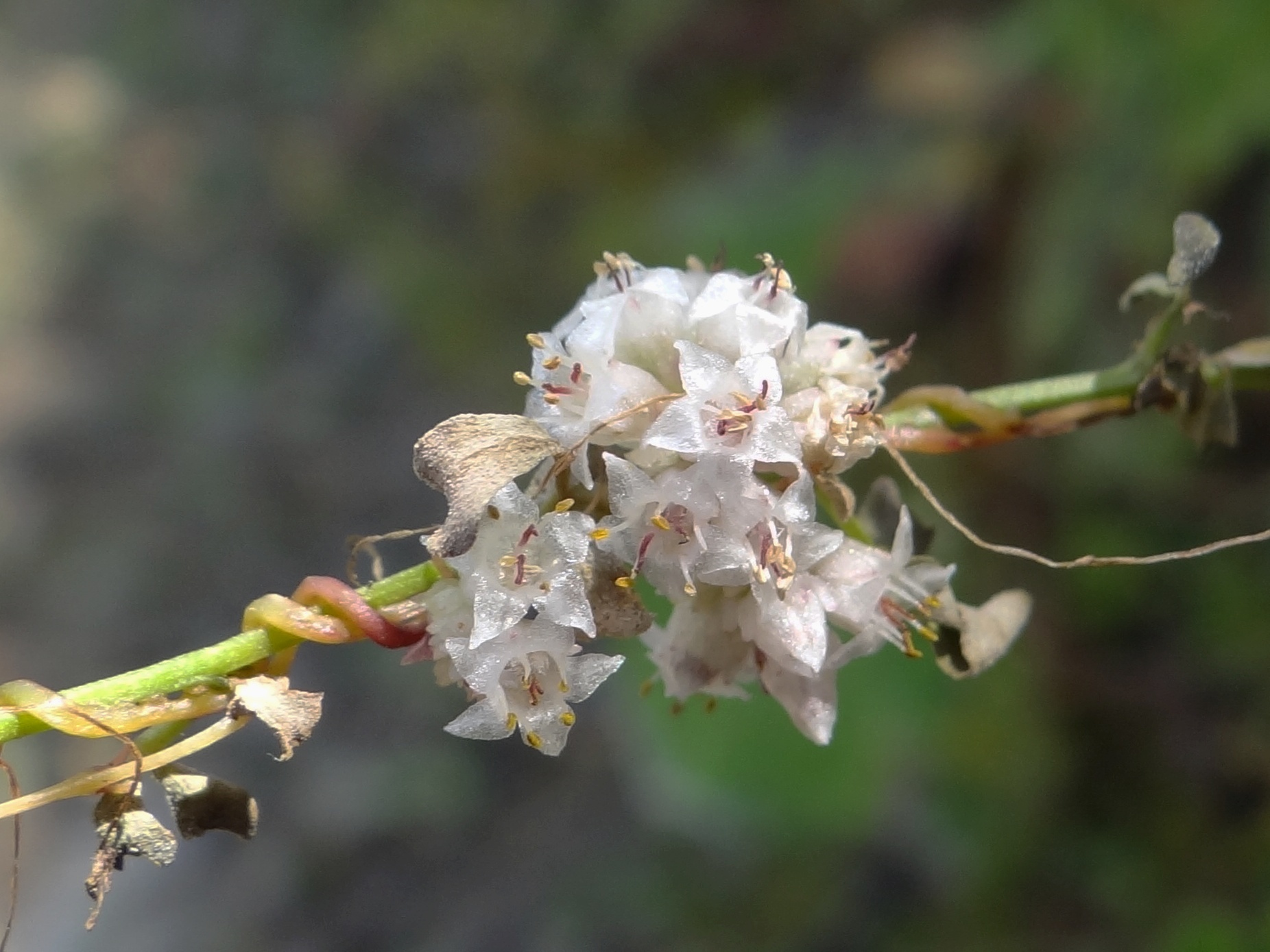
Kwiatostan i pęd kanianki macierzankowej owinięty wokół łodygi żywiciela

Kanianka macierzankowa (Cuscuta epithymum L.) – gatunek rośliny pasożytniczej z rodziny powojowatych (Convolvulaceae). 

## Występowanie
Zasięg geograficzny obejmuje Europę, północną Afrykę, zachodnią i środkową Azję. W Polsce gatunek w południowo-wschodniej części kraju na niżu jest  pospolity, na pozostałym obszarze rzadki. 
Roślina introdukowana do flory Ameryki Północnej, gdzie uznana jest za szkodliwy chwast.

## Morfologia
ŁodygaPnąca, nitkowata z licznymi ssawkami, rozgałęziona, różowawa. Osiąga długość do 1 m.
LiścieSilnie zredukowane do małych, niezielonych łusek.
KwiatyPromieniste, obupłciowe, drobne, zebrane w luźne, mniej więcej kuliste pęczki. Są siedzące, lub wyrastają na bardzo krótkich szypułkach. W jednym pęczku jest więcej niż 3 kwiaty. Korona ma długość 4-5 mm, zaostrzone ząbki, barwę białawą lub różowawą i rurkę o tej samej długości co ząbki, lub nieco tylko dłuższą. Początkowo jest walcowata, potem rozdęta, a jej gardziel jest zamknięta łuseczkami. Łuseczki są niepodzielone i pochylone ku sobie, te znajdujące się wprost poniżej nasady pręcików są ząbkowane. Pręciki wystają z korony. Szyjka słupka z dwiema nitkowatymi szyjkami wybitnie dłuższymi od zalążni.
OwoceKilkunasienna, kulistawa torebka otwierająca się wieczkiem.
KorzenieZamierają wkrótce po wykiełkowaniu rośliny.
Gatunki podobneNajbardziej podobna jest pasożytująca na lucernie i koniczynie kanianka koniczynowa (Cuscuta trifolii). Jest rzadsza, większa i silniejsza. Ma większe kwiaty o krótszych szyjkach, wyrastające na krótkich szypułkach.

## Biologia i ekologia
Roślina pasożytnicza, bezzieleniowa. Pasożytuje na licznych gatunkach roślin. Jest pasożytem całkowitym, obligatoryjnym. Owija się dookoła rośliny żywicielskiej, z której czerpie wodę i substancje organiczne za pomocą ssawek wyrastających z łodygi. Ssawki wrastają do wiązek przewodzących rośliny żywicielskiej. Kwitnie od lipca do września. Kwiaty zapylane przez błonkówki lub samopylne.
Jest rośliną trującą.